# SAIDRUM
SAIDRUM（さいどらむ）は、東京都生まれのエレクトロニカ・ミュージシャンである。numb&saidrumとしても活動する。ブレイクビーツ、テクノ、ダブ、民族音楽など様々なジャンルの要素を取り込みディープなリズム・サウンドを追求する。

## ディスコグラフィ
- 1999年、1stシングル『MATADOR』(RE004、revirth)
- 2000年、2ndシングル『FAZE LARGE』(4.24、RE007、revirth)[2][3]
- 2004年、1stアルバム『deadpan rhythm』(RECD-010、revirth)[4]。

## 参加作品
- 2000年、『DJ BAKU対en:Goth-Trad,SAIDRUM,Bleeder』（12.12、DNA CAPSULES）
- 2003年、コンピレーション『GOKU prezents "TAKUHATSU"』（5.10、PCD-5697 、P-Vine）（GOKU & SAIDRUM名義にて参加）[5]
- 2004年、asana「ini apa?」（12.22、DDCG-1001(TGCD-003)、THANKS GIVING）
- 2006年、DVDアルバム『BOYCOTT RHYTHM MACHINE 2 VERSUS』（『NUMB+SAIDRUM vs 吉見征樹+井上憲司』で参加）
- 2008年、参加するバンドDRACOの1sアルバム「ZERO」（4月、VINYLSOYUZ）
- 2008年、Hiroki Chibaとのスプリットアルバム『HIROKI CHIBA & SAIDRUM』（7.18、CM-0022840(TCS02)、TELEMETRY）[6]
- 2014年、NUMBとの期間限定配信スプリットシングル『Numb x Saidrum』（6.21、REVB-FD-0006、revirth）[7]
- 2017年、J.A.K.A.M. a.k.a. MOOCHY リミックス・アルバム『COUNTERPOINT RMX』（11月）